# Montfort (Israel)

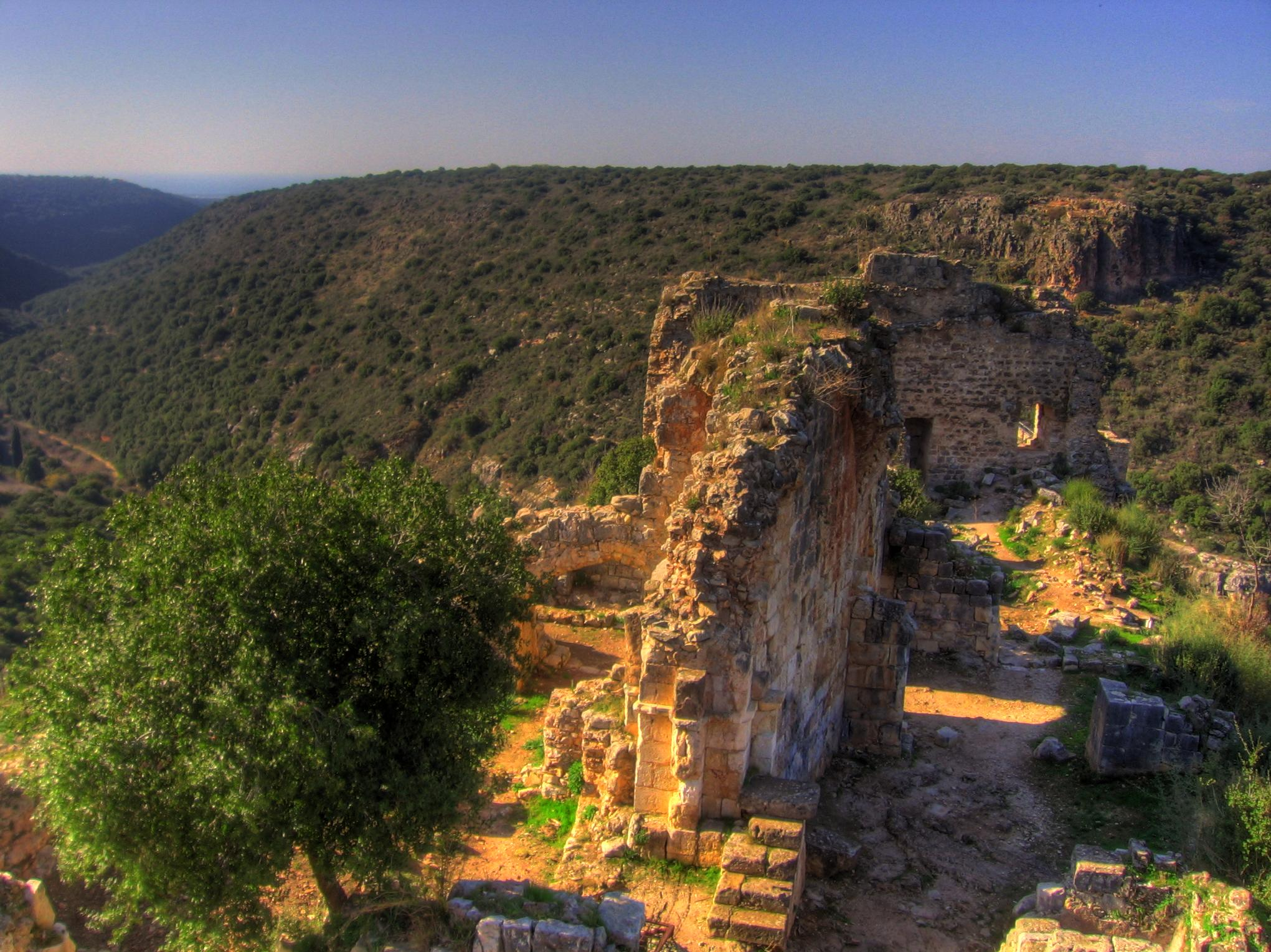
Ruinas del Castillo de Monfort en Jerusalén, Cuartel General de la Orden Teutónica.

Montfort, conocida también como Franc-Chastiau, Starkenberg, Monfor, Qala`at al-Qarn o Qala`at al-Qurayn fue una fortaleza construida en tiempos del reino de Jerusalén, durante las Cruzadas, cuyos vestigios se conservan en el norte de Israel, y que sirvió de cuartel general de la Orden de los Caballeros Teutónicos.

## Historia
Montfort se encuentra en un afloramiento rocoso conocido como al-Qurayn "el Cuerno" en un valle regado por el Wadi Qurayn "río del Cuerno" en árabe y Nahal Keziv en hebreo. 
El castillo fue construido por el conde Joscelino de Courtenay en lo que primitivamente se llamó el Señorío de Josselin. En su primera construcción era, sin duda, una granja fortificada, según los restos encontrados durante las excavaciones de 1926, en que se descubrieron instalaciones agrícolas. 
En 1187, después de la batalla de los Cuernos de Hattin, Saladino tomó el castillo. Cinco años más tarde cayó en manos de los cruzados. 
Joscelin falleció en 1200. Su yerno, tras la mediación del rey Leopoldo VI de Austria, vende el castillo a los Caballeros Teutónicos en 1220. Montfort se convirtió en la sede de los grandes maestres de la Orden Teutónica en 1229. 

1220: Leopoldo VI de Austria dona a los teutónicos el lugar de Monfort para un castillo... 1227 Los teutónicos reedifican el castillo de Monfort
Juan G. Atienza, Caballeros Teutónicos pág. 301.

En 1266, los árabes no consiguen tomar la fortaleza. Pero regresarán en 1271 y conseguirán hacerse con el castillo a través de un túnel excavado en la roca. Los caballeros teutónicos se ven obligados a refugiarse en San Juan de Acre.

## En la actualidad

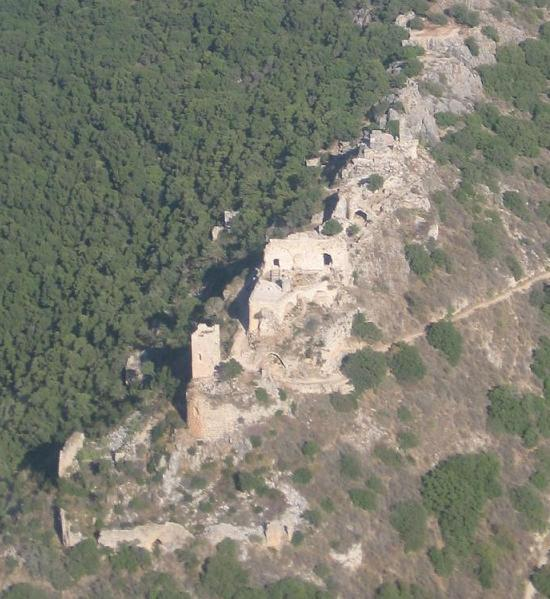
Castillo de Monfort, en Galilea.

En 1926, una laboriosa excavación con arqueólogos americanos descubrió armaduras, cascos, corazas y armas. A los pies del castillo, todavía permanece otro edificio que data de las Cruzadas, que fue sin duda una granja.

La residencia oficial del Gran Maestre, que constituía, de hecho, la sede del cuartel general de la Orden, comenzó siendo instalada en San Juan de Acre y posteriormente pasó de esta ciudad al castillo de Monfort y de allí a Acre, de nuevo, según iban mandando las circunstancias.
Juan G. Atienza, Caballeros Teutónicos pág. 190.

Las ruinas mejor conservadas del castillo son: una pared exterior de 3 m de espesor, tres tanques excavados en la roca y alimentados por el agua de lluvia, desde el tejado del castillo, una torre de observación, una escalera, una hilera de columnas de estilo gótico, que rematan el techo de la habitación más grande y una prensa de vino bastante bien conservada. Hay algunos restos de una iglesia. Los arqueólogos encontraron monedas y cerámica que datan de la época romana.

### Fortaleza inexpugnable
En el lado este del castillo, donde comienza el acantilado, hay una fisura en la roca, de 20 m de ancho y 10 m de profundidad. Más al este, hay una segunda laguna formada por una depresión marina. Dada su situación, Monforte fue una de las fortalezas más inexpugnables de toda la Edad Media.